# Andréas Pipínos
Andréas Pipínos (grec moderne : Ανδρέας Πιπίνος) né sur Hydra le 12 mars 1788 et mort à Athènes le 14 décembre 1836, était un combattant grec qui participa à la guerre d'indépendance grecque.

## Biographie
Il était originaire d'Hydra dans la mer Égée, en face de la péninsule de l’Argolide. En mars 1821, la guerre d'indépendance grecque a commencé contre l'Empire ottoman.
En juin 1821, il participa à la première attaque contre un navire de ligne ottoman à Lesbos, mais sa tentative fut un échec.
Un an plus tard, les forces ottomanes débarquèrent sur l'île de Chios, et massacrèrent ou capturèrent environ 30 000 habitants grecs qui furent vendus comme esclaves à Izmir et à Istanbul.

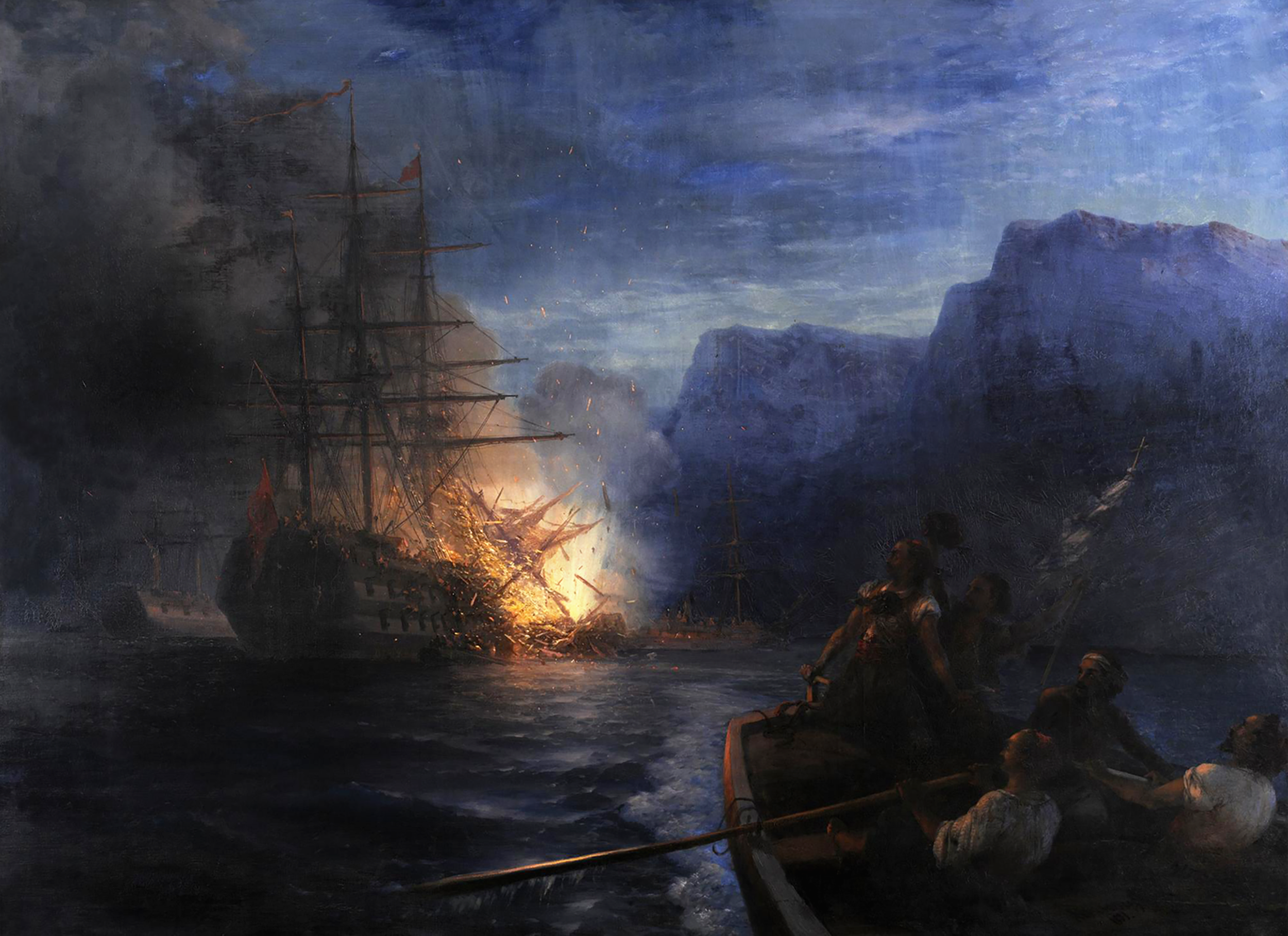
Peinture d'Ivan Aïvazovski représentant l'incendie du navire amiral ottoman au large de Chios dans la nuit du 18 juin 1822.

Après le massacre de Chios, le gouvernement révolutionnaire grec réussit à réunir une importante somme d'argent (342 000 kuruş) afin d'équiper ses navires et d'attaquer la flotte ottomane. Fin mai, les capitaines grecs de Psará et d'Hydra décidèrent de brûler le vaisseau amiral ottoman à l'aide de brûlots. Konstantínos Kanáris et Andréas Pipínos ont pris en charge l'opération. Le premier ferait sauter le vaisseau amiral ottoman avec son brûlot et le second le vaisseau du vice-amiral. Les deux brûlots seraient accompagnés de quatre navires qui rassembleraient les marins des brûlots une fois l'opération terminée.
L'opération a eu lieu dans la nuit du 18 juin 1822, lorsque les vents étaient favorables, la nuit était sombre et les ottomans célébraient l'Aïd el-Fitr. Andréas Pipínos a essayé de brûler le vaisseau du vice-amiral, mais bien que certains dommages aient été causés, il n'a pas coulé, car l'équipage a rapidement réalisé le danger et a écarté le brûlot. Cependant, Kanáris réussit à fixer solidement son brûlot au vaisseau amiral, le navire de ligne de 84 canons Mansur al-liwa. Le feu s'est propagé au navire ottoman et a finalement atteint la cale à poudre, provoquant une explosion qui a détruit le navire. Environ deux mille marins ont été tués ou noyés, dont l'amiral de la marine ottomane, Nasuhzade Ali Pacha, qui a été tué par la chute d'un espar,.
En septembre de la même année, il participa à la Bataille de Spetsès : son brûlot ayant été abordé par erreur par un brick algérien, il eut le temps de le mettre à feu avant de l'évacuer, endommageant le navire ennemi.
En septembre 1823, au cours de combats dans le nord de la mer Égée, il dut incendier son navire pour éviter sa capture.
En 1824 il fut blessé au cours de la bataille de Yérondas en essayant vainement de détruire un brick égyptien.
En janvier 1826 son brûlot fut coulé par une tempête en chemin vers Missolonghi.